# Gynoplistia (Gynoplistia) ocellifera
Gynoplistia (Gynoplistia) ocellifera is een tweevleugelige uit de familie steltmuggen (Limoniidae). De soort komt voor in het Australaziatisch gebied.